# قيمة متبقية
وهي قيمة الشركة في نهاية فترة التوقعات المستقبلية
هذه المقالة هي عن مفهوم التمويل. لاستخدامات أخرى، انظر القيمة النهائية (توضيح).
في مجال التمويل، القيمة الحالية أو المتبقية (القيمة المستمرة أو قيمة الأفق) من الأمن هو القيمة الحالية عند مرحلة مقبلة في وقت جميع التدفقات النقدية المستقبلية عندما نتوقع معدل نمو مستقر إلى الأبد. وغالبا ما تستخدم في تحليل التدفقات النقدية المخصومة عند مراحل متعدده، وتسمح لمحدودية توقعات التدفق النقدي لفترة عدة سنوات. نتائج التنبؤ وراء مثل هذه الفترة أمر غير عملي ويعرض مثل هذه التوقعات لمجموعة متنوعة من المخاطر تحد من مدى صحتها، وعلى رأسها عدم اليقين الذي يأتي حول التوقع لحالة الصناعة وظروف الاقتصاد الكلي بعد بضع سنوات.
للفائدة : راجع صفحة 50 في هذا الرابط

ولذا، فإن القيمة النهائية تسمح لإدراج قيمة التدفقات النقدية المستقبلية التي تحدث خارج فترة التوقعات لعدة سنوات في حين تخفيف العديد من المشاكل في تقييم التدفقات النقدية من هذا القبيل وبشكل مرضي. يتم احتساب القيمة النهائية وفقا لتيار المستقبل التدفقات النقدية المتوقعة الحرة في تحليل التدفقات النقدية المخصومة. لأغراض تقييم كامل الشركة، وهناك نوعان المنهجيات المستخدمة لحساب القيمة النهائية.

## نموذج النمو الأبد
خروج أو النهج المتعددة الطرفية للقيمة يفترض أن الأعمال (business) تُباع في نهاية فترة التوقع. ويتم تحديد تقييم التحليلات لإحصاءات التشغيل المختلفة باستخدام عمليات استحواذ مماثلة. كثيرا ماتستخدم قيمة المنشأة منسبة إلى الأرباح قبل الفوائد والضرائب والإستهلاك. هذا يوفر القيمة المستقبلية في نهاية السنة يتم خصم N. ثم القيمة النهائية باستخدام عامل مساو لعدد من السنوات في فترة التوقع. إذا N هو العام 5th والأخير في هذه الفترة، ثم يتم تقسيم القيمة النهائية من قبل (1 + ك) 5. ثم يتم إضافة القيمة الحالية للقيمة الطرفية إلى PV للتدفقات النقدية الحرة في فترة التوقع للتوصل إلى قيمة المشاريع الضمنية. ملاحظة أنه إذا كان يجب استخدام علنا المتداولة شركة مضاعفات قابلة للمقارنة، مما أدى إلى قيمة المشاريع الضمنية لن تعكس قسط السيطرة. اعتمادا على أغراض التقييم، وهذا قد لا يوفر مجموعة والمرجعية المناسبة.

## مقارنة بين المنهجيات
هناك عدة اختلافات هامة بين النهجين.

نموذج النمو الأبدية لديه العديد من الخصائص الكامنة التي تجعل من التحدي فكريا. يمكن لأن كلا من سعر الخصم ومعدل النمو من الافتراضات، وعدم الدقة في واحد أو كلا المدخلات توفير قيمة غير سليمة. الفرق بين القيمتين في المقام يحدد القيمة النهائية، وحتى مع القيم المناسبة لكليهما، القاسم قد يؤدي إلى تأثير مضاعف لا يقدر قيمة محطة دقيقة. أيضا، فإن معدل النمو الأبد يفترض أن التدفق النقدي الحر سوف تستمر في النمو بمعدل ثابت إلى الأبد. نعتبر أن معدل نمو يتجاوز الأبد النمو السنوي من S&P 500 أو الناتج المحلي الإجمالي الأمريكي يعني أن تدفق النقد في الشركة سوف يتجاوز في النهاية استيعاب هذه القيم الكبيرة إلى حد ما. ولعل أكبر عيوب هذا النوذج للنمو الأبدي هي أنها تفتقر إلى الدراسات والتقارير التحليلية السوقيه المستخدمة في نهج المتعددة الخروج. هذه تحليلات ينتج عنه قيمة نهائية تستند إلى إحصاءات التشغيل الموجودة في السوق لمعاملات مماثلة. هذا يوفر مستوى معين من الثقة في أن يُصور بدقة تقييم ما إذا كانت السوق سوف تُقدر الشركة في الواقع.
وفي المقابل نهج الخروج المتعدد لابد أن يُوظف بعناية لأن المتعددة تتغير مع الوقت.
ببساطة تطبيق متعددة السوق الحالية يتجاهل إمكانية أن مضاعفات الحالية قد تكون مرتفعة أو منخفضة وفقا للمعايير التاريخية. وبالإضافة إلى ذلك، من المهم أن نلاحظ أنه في سعر الخصم معين، أي خروج متعددة ينطوي على معدل النمو، وعلى العكس أي محطة معدل النمو ينطوي على محطة متعددة للخروج. عند استخدام نهج خروج متعددة غالبا ما يكون من المفيد أن حساب النمو محطة ضمني حال، لأن المتعددة التي قد تظهر معقولة للوهلة الأولى يمكن أن تنطوي في الواقع أن معدل النمو محطة غير واقعي.
في الممارسة العملية، والأكاديميين تميل إلى استخدام نموذج النمو الأبد، في حين المصرفيين الاستثماريين يفضلون نهج خروج متعددة. في نهاية المطاف، هذه الأساليب طريقتان مختلفتان للقول نفس الشيء. لكلا النهجين القيمة النهائية، لا بد من استخدام مجموعة من أسعار الخصم المناسب، والخروج مضاعفات معدلات النمو الأبد من أجل إقامة مجموعة التقييم الوظيفي.